# Heilige Driekoningenkerk (Haselau)
De Heilige Driekoningenkerk (Duits: Hl. Dreikönigskirche) is een lutherse parochiekerk in Haselau in de Kreis Pinneberg in de Duitse deelstaat Sleeswijk-Holstein.

## Geschiedenis

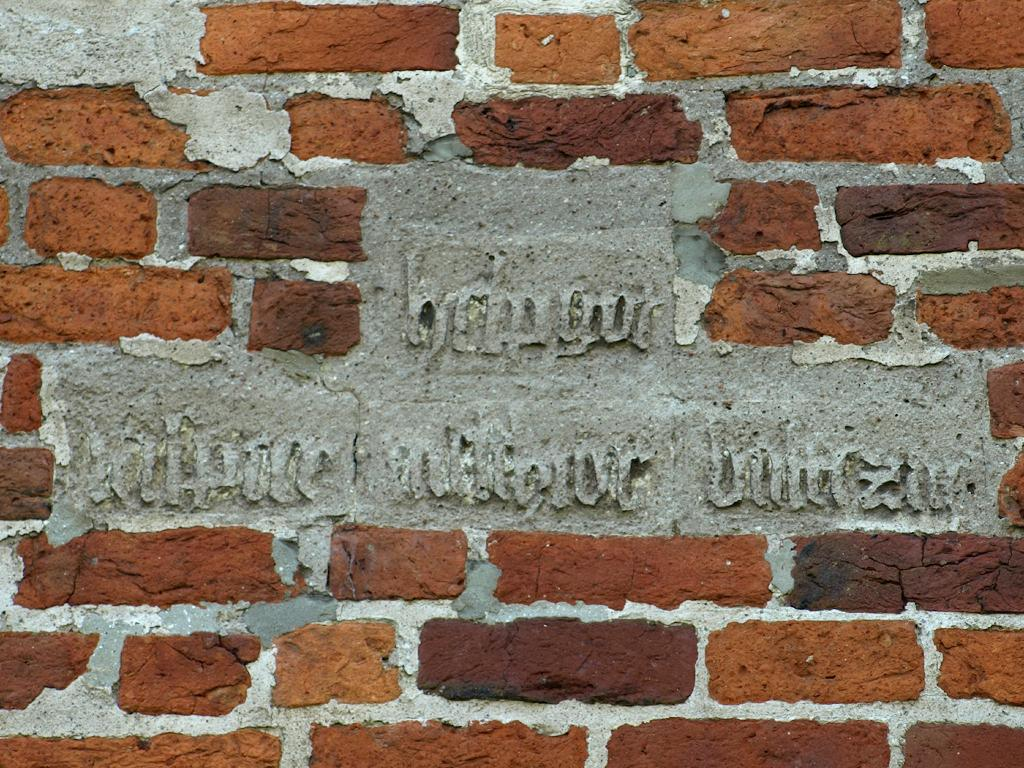
Gotisch inschrift in de muur

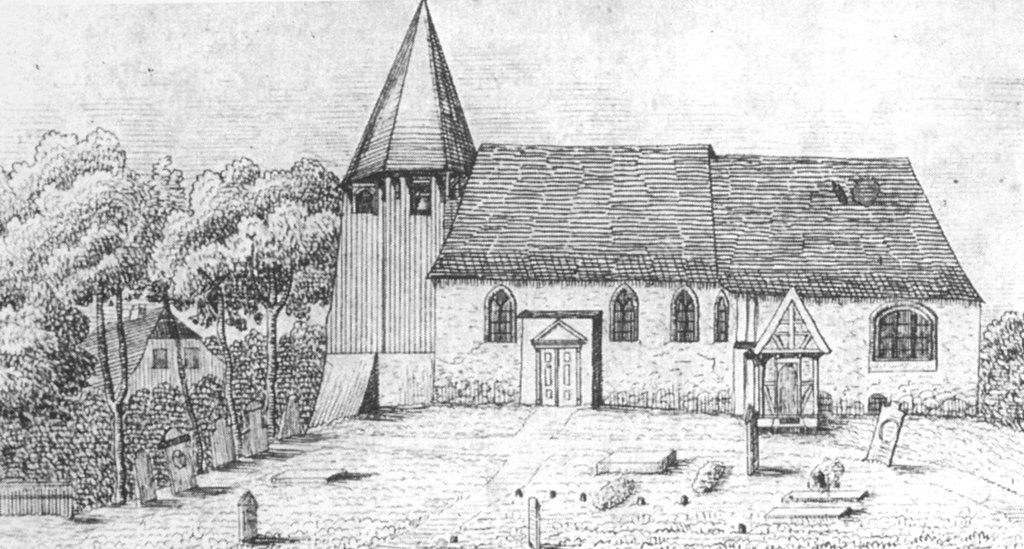
De kerk in 1810 met de lagere toren

Uit een oorkonde uit het jaar 1251 blijkt dat het kerspel Haselau in die tijd al bestond. Vermoedelijk bezat de parochie een houten kerk die op een terp stond. De oudste delen van het huidige stenen kerkgebouw stammen evenwel uit de 14e eeuw. Tijdens de reformatie werd de kerk in 1543 door krijgsheren uit Lübeck overvallen, leeggeroofd en gedeeltelijk verwoest. De herbouw volgde vanaf 1572 door Ollegard von Ahlefeldt. Vanaf het jaar 1641 werd het interieur door schenkingen en donaties voltooid. Uit die tijd dateren het altaar, de kansel en de plafondbeschildering.

## Beschrijving
In de kern betreft de kerk een gotisch gebouw uit de 14e eeuw. Aan het zaalachtige kerkschip sluit zich in het oosten een rechthoekig, ingesnoerd priesterkoor aan. In de noordelijke muur bevindt zich een oude steen met de in gotisch minuskel geschreven woorden help got / caspar melchior baltazar. De sinds 1960 bestaande naam van de kerk gaat op deze steen terug. Grote wijzigingen in de bouw onderging de kerk in de jaren 1858 tot 1866. De zuidelijke muur werd toen opnieuw gemetseld en daarbij werden er grote vensters ingevoegd. Ook werd een zuidelijk voorportaal aangebouwd. Het kerkschip kreeg een hogere houten overwelving, het koor een vlak plafond van latten.
De 42 meter hoge houten klokkentoren werd in 1866 op de bakstenen sokkel geplaatst. Een kleinere voorganger werd in 1862 door blikseminslag verwoest. In de toren hangen zeven klokken. De oudste klok is de uurklok; ze stamt vermoedelijk uit de 13e eeuw.

## Interieur
Het altaar met barokke opbouw uit de 17e eeuw is een werk van de Hamburger beeldhouwer Christian Precht. Ook de vijf beelden en de gedraaide zuilen werden in zijn atelier gemaakt. De voorloper van het huidige altaar was een laatgotisch retabel van houtsnijwerk met de in kunsthistorisch opzicht belangrijke Mantelmadonna van Haselau. Na de reformatie werd het altaar verkocht, maar de beeldengroepen bleven echter bewaard en verblijven tegenwoordig in het Schleswig-Holsteinischen Landesmuseum te Sleeswijk.
Het schilderij op de houten zoldering boven het altaar werd in 1685 door Hinrich Stuhr vervaardigd en stelt het visioen van Johannes voor. God de Vader zit op een troon boven vuur en water. God houdt het boek met de zeven zegels op de schoot, om God heen staan de 24 oudsten. Het lam op de voorgrond staat symbool voor Jezus Christus. Van de hand van Hinrich Stuhr zijn eveneens de beide centrale schilderijen van het altaar.
De uit hout gesneden kansel werd in 1644 door Philipp Hagedorn geschonken. In vijf nissen staan de vier evangelisten en Christus met de wereldbol. Op het klankbord troont Christus als de opgestane Heer.
Het orgel is van latere datum en werd in 2002 ingewijd. Het werd gemaakt door de orgelbouwfirma G. Christian Lobback in Neuendeich. Het sleepwindlade-instrument bezit 22 registers verdeeld over twee manualen en pedaal. De speel- en registertracturen zijn mechanisch.

## Afbeeldingen

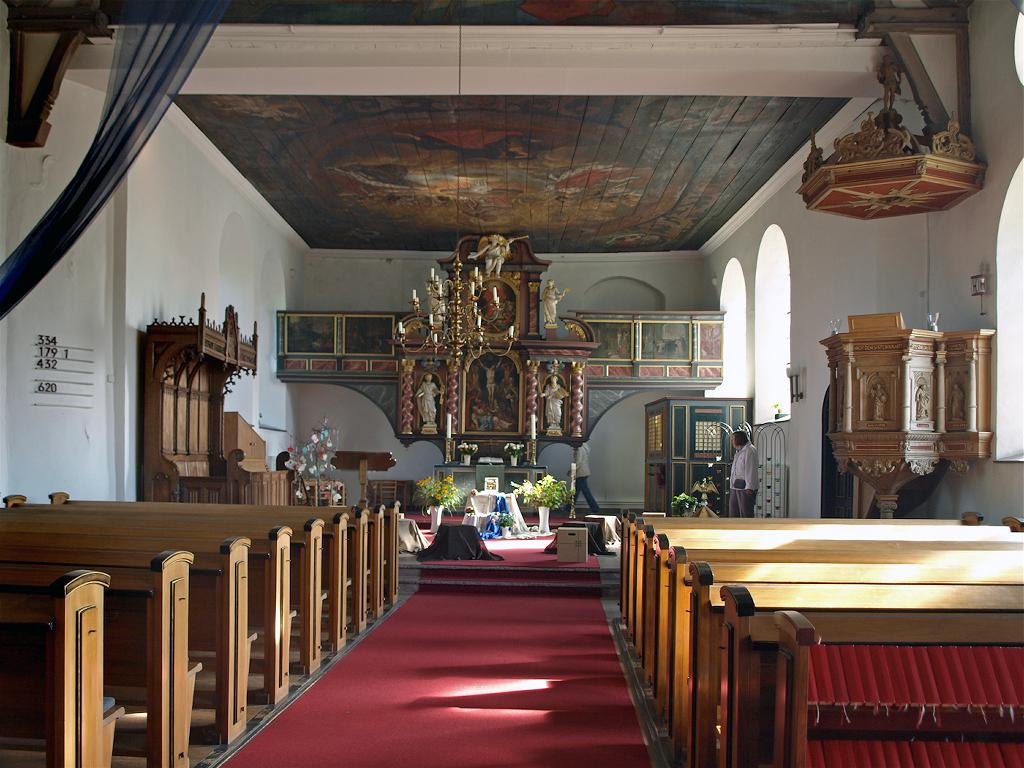
Interieur richting het koor
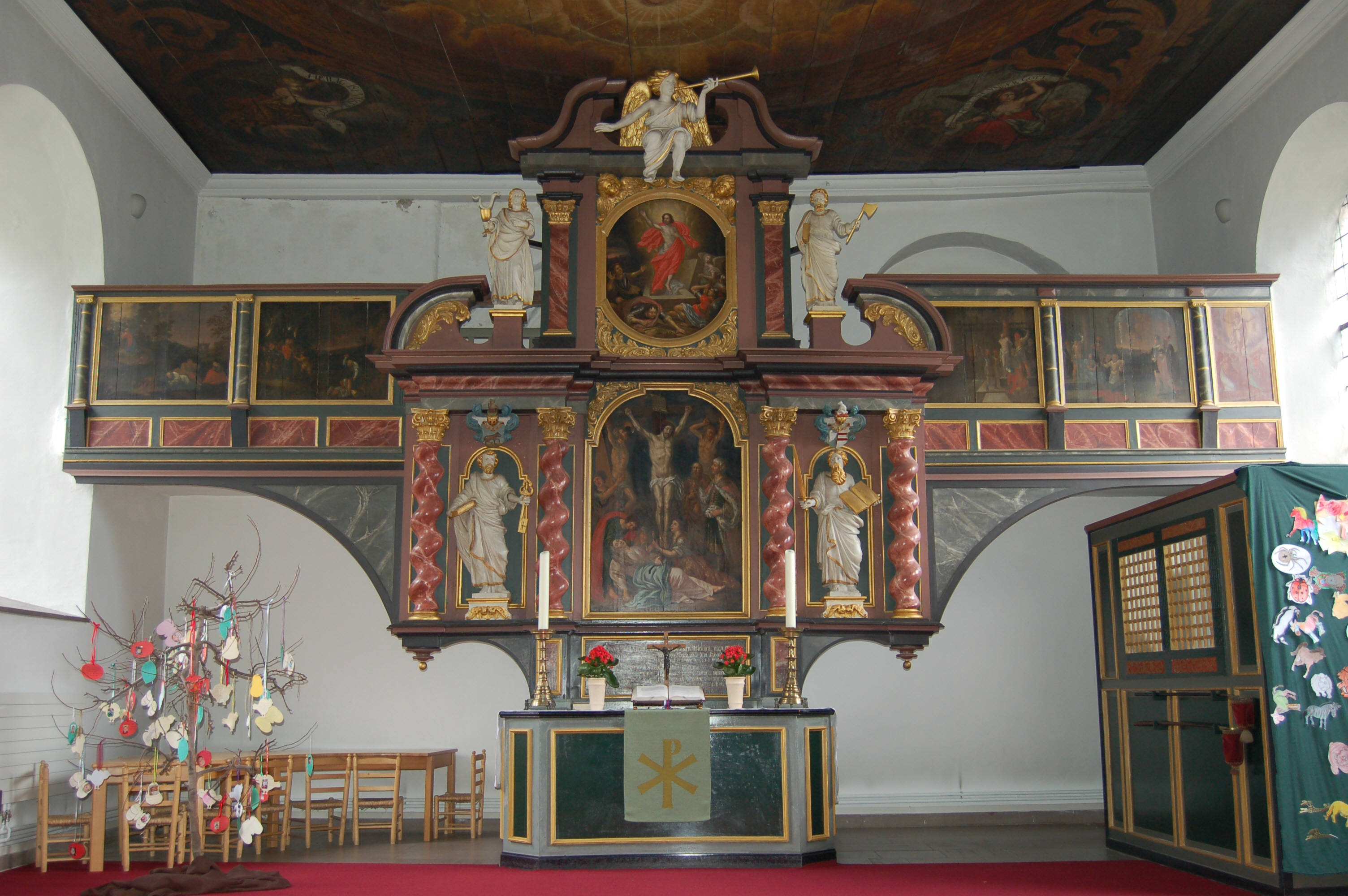
Barokke altaaropzet
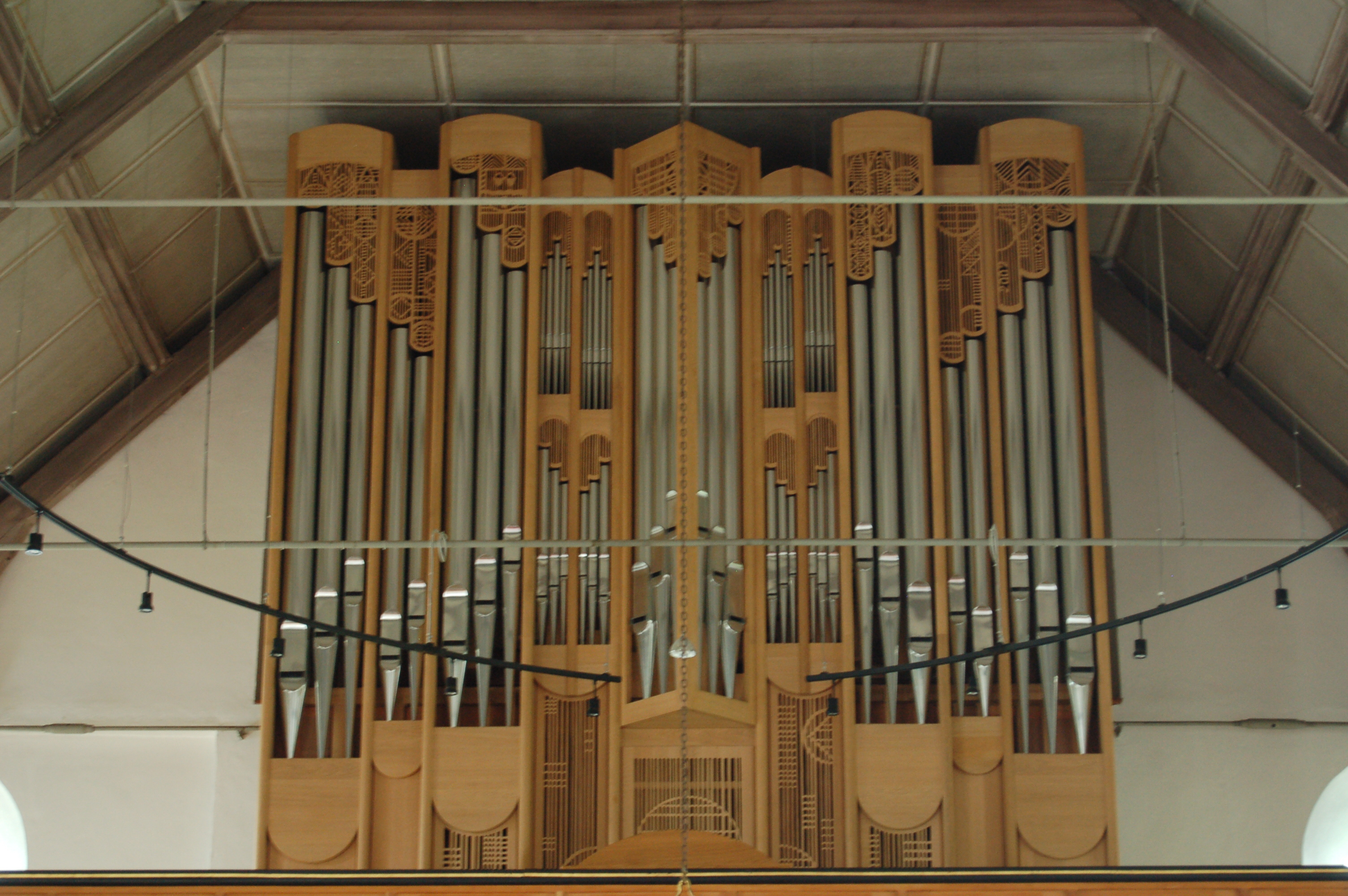
Lobback-orgel
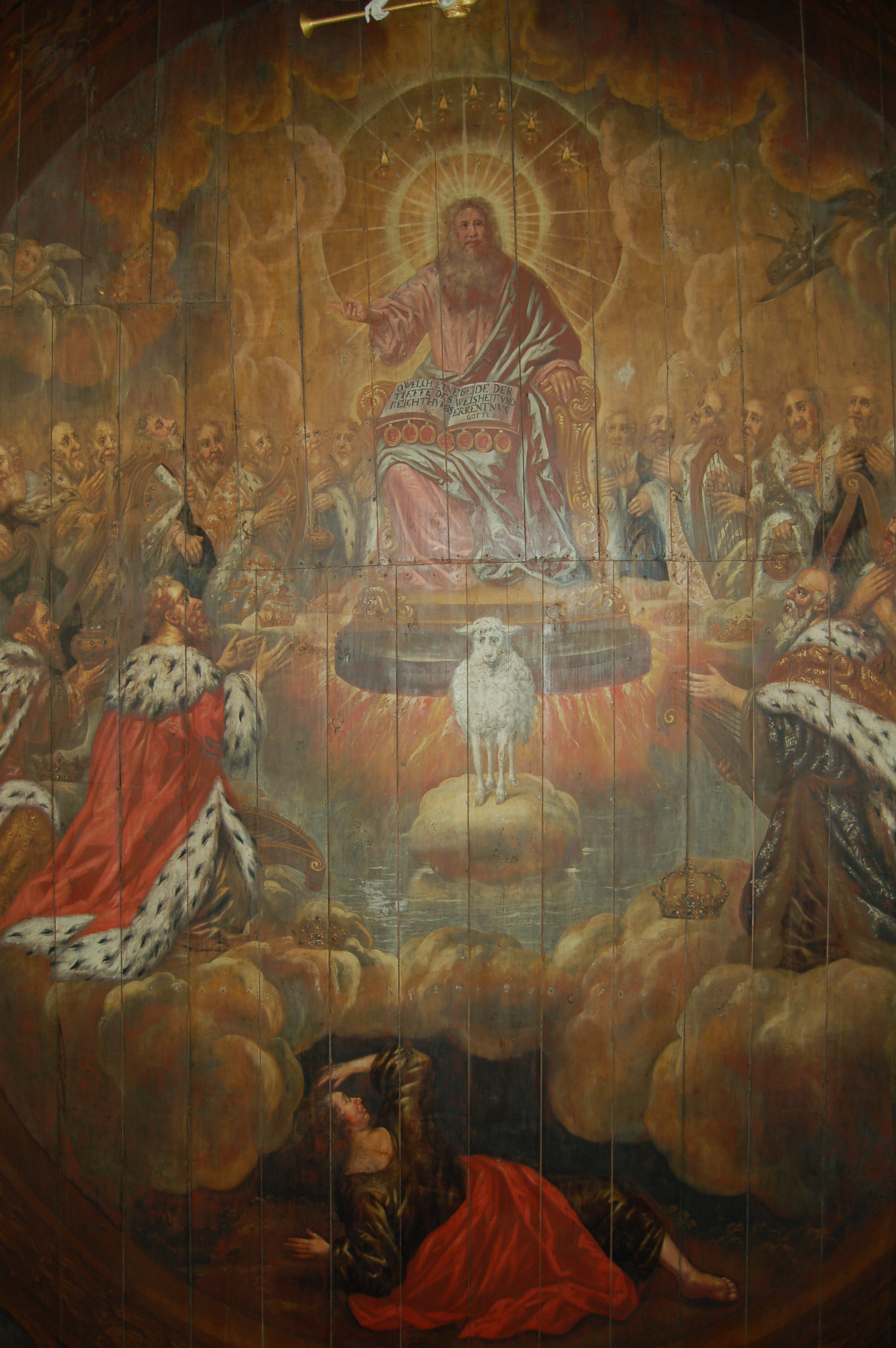
schilderij zoldering van Hinrich Stuhr (1685)
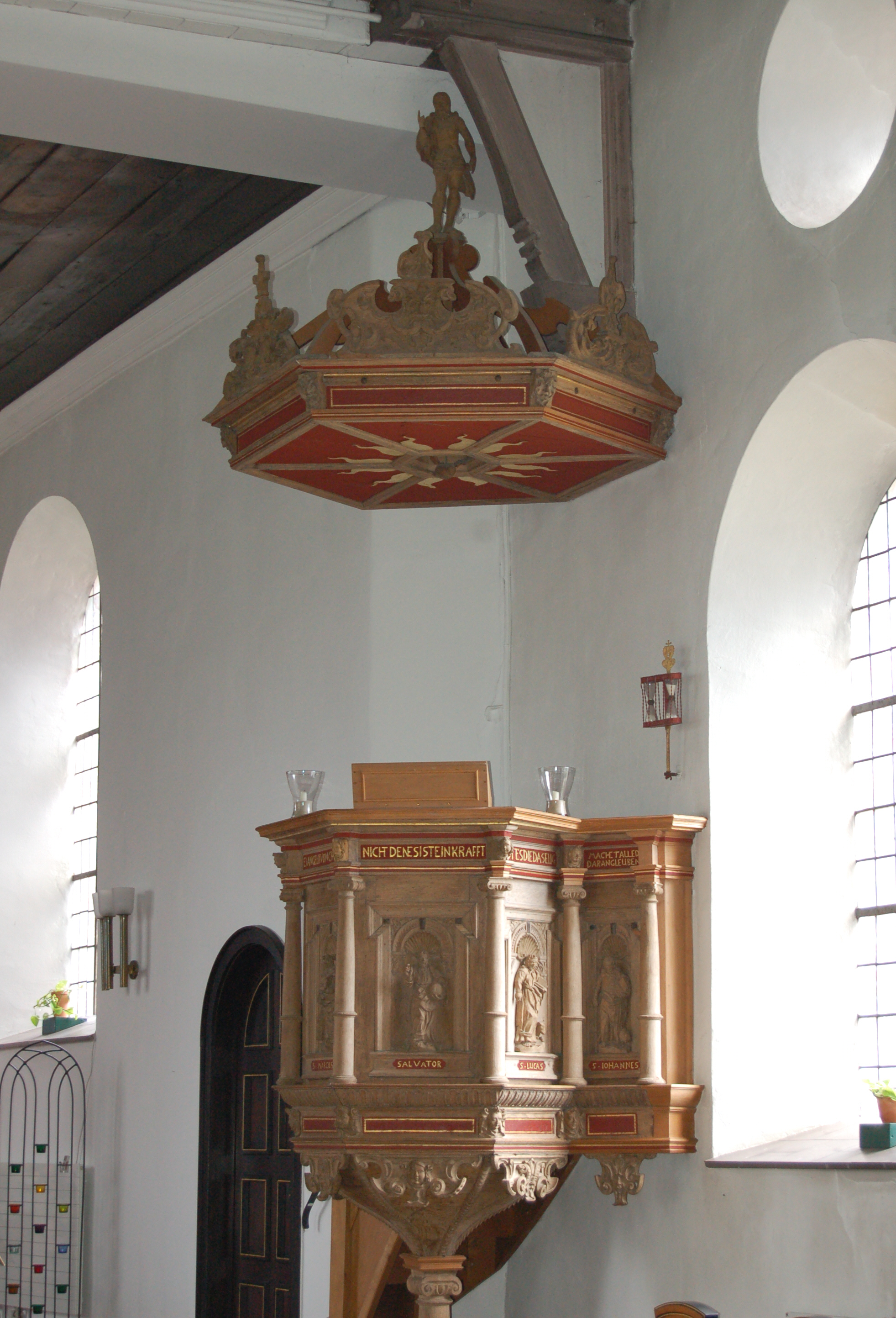
kansel (1641)
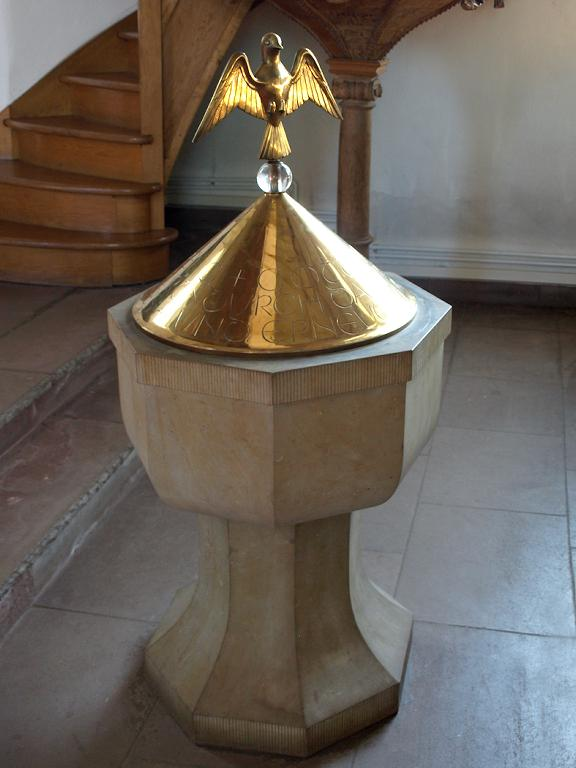
doopvont